# Тавьяно
Тавьяно (итал. Taviano) — коммуна в Италии, располагается в регионе Апулия, в провинции Лечче.
Население составляет 12 632 человека (2008 г.), плотность населения составляет 596 чел./км². Занимает площадь 21 км². Почтовый индекс — 73057. Телефонный код — 0833.
Покровителем коммуны почитается святитель Мартин Турский, празднование 11 ноября.

## Демография
Динамика населения:

## Администрация коммуны
- Официальный сайт: